# Перовский уезд
Перовский уе́зд — административно-территориальная единица в составе Сырдарьинской области Российской империи.
Уездный центр — город Перовск.

## История
Уезд образован 21 октября 1868 года.

## Административно-территориальное деление
Волости на 1 января 1926 года: